# John Alexander Reina Newlands
John Alexander Reina Newlands (26. listopadu 1837 Londýn – 29. července 1898) byl anglický analytický chemik, který v roce 1863 navrhl první periodickou tabulku prvků, ve které jsou prvky uspořádány podle hmotnosti. Tvrdil, že jsou-li prvky takto uspořádány, jako by se u nich opakovaly určité vlastnosti, svým způsobem se harmonizují – na každém osmém místě na stupnici. V roce 1865 nazval Newlands tento jev „Zákonem oktáv“ a přirovnal uspořádání prvků k oktávám na klávesnici klavíru. Všichni se jeho nápadu vysmáli, ale o pět let později publikoval ruský chemik Mendělejev nezávisle na Newlandsově práci vyvinutější formu tabulky, jež se používá dodnes.
Newlands se narodil v Londýně a také zde studoval.